# 中国人民解放军南京军区空军
中国人民解放军南京军区空军，机关驻地江苏省南京市，是中国人民解放军空军驻中国人民解放军南京军区的战役军团，归中国人民解放军空军建制，受中国人民解放军空军、中国人民解放军南京军区双重领导。领导和指挥驻江苏省、浙江省、安徽省、福建省、江西省、上海市空军部队。主要担负本区防空作战，空中进攻作战，协同陆、海军作战等任务。

## 沿革
1950年5月30日，中央军委批准，将中国人民解放军华东军区司令部航空处扩编为中国人民解放军华东军区空军司令部。1950年8月1日，在南京成立。机关设有司令部、政治部、后勤部、工程部、干部管理部。1950年9月，移驻上海与上海防空司令部合并，称中国人民解放军华东军区空军司令部兼上海防空司令部。1950年12月，与上海防空司令部分编并迁回南京，仍称中国人民解放军华东军区空军司令部。1954年5月15日，改称中国人民解放军华东军区空军部。1955年5月6日，改称中国人民解放军南京军区空军司令部。1957年9月5日，与南京军区防空军合并为中国人民解放军南京军区空军。1970年2月，南京军区空军机关整编为司令部、政治部、后勤部。1976年2月增设航空工程部，1993年9月改称装备技术部，1998年12月整编为装备部。1985年9月，南京军区空军与福州军区空军合并整编为中国人民解放军南京军区空军。
华东军区空军机关成立之后，首先接收并领导了原先由华东军区领导的笕桥航空预科总队和人民空军第一支航空兵部队——空军第四混成旅。1950年10月至1951年10月，组建8个航空兵师等部队，分驻在山东省、江苏省、安徽省、浙江省、上海市。1952年8月和1953年3月，先后组建2个空军军部。1955年3月，随着重新划分全国军区，驻山东省空军部队划归华北军区空军建制，驻江西省空军部队由中南军区空军划归华东军区空军建制。1957年6月，驻福建省防空军部队划归南京军区空军建制。1957年8月，南京军区防空军所辖部队、学校划归南京军区空军建制。1959年5月，驻江西省空军部队划归福州军区空军建制。1975年2月，南京军区空军辖区空军院校，从空军直属改归南京军区空军建制。1976年1月，撤销1个空军军部。1985年下半年，福州军区空军机关整编为空军军部，归南京军区空军建制；部分单位调整、撤销、合并。到20世纪末，南京军区空军已成为包括航空兵、地空导弹兵、高射炮兵、雷达兵、电子对抗兵、通信兵及其他专业兵的合成军队。
南京军区空军长期担负华东地区防空作战任务，军区空军机关及部分部队先后参加抗美援朝战争和配合陆、海军解放一江山岛等。1951年7月，军区空军司令员聂凤智率机关人员赴辽东省东丰县（今吉林省东丰县），组建中朝空军联合轰炸机指挥所，同年12月撤销。1952年7月，司令员聂凤智率机关人员558人赴辽东省安东（今辽宁省丹东市），接替中国人民志愿军空军指挥机构的作战指挥任务，到1953年12月归建。空军第二、第十、第十二、第十六师先后参加抗美援朝战争，击落了以美军为首的“联合国军”飞机62架、击伤18架。空军第二师大队长徐怀堂、副大队长王天保各击落美国空军F-86型飞机1架，开创了中国人民志愿军空军以活塞式飞机击落喷气式飞机的先例。1954年8月至1955年1月，在解放一江山岛作战中，军区空军奉命组成空军前线指挥所，统一指挥参战的空军、海军航空兵部队，击沉、击伤台湾中华民国海军军舰5艘，摧毁一江山岛炮兵阵地、火力点、指挥机构，为中国人民解放军地面部队渡海登陆作战创造了条件。在国土防空作战中，南京军区空军部队多次击落、击伤美国和台湾中华民国空军侵入中国大陆袭扰、侦察的飞机。1952年9月20日，空军第二师飞行员何中道、李永年在上海地区击落美国空军B-29型飞机1架，取得了中国人民解放军空军航空兵执行国土防空作战任务的第一次战果。1956年6月23日，空军第十二师团长鲁珉击落台湾中华民国空军侵入大陆的B-17型飞机1架，首创国土防空作战中航空兵夜间击落敌机纪录。1968年1月至3月，空军第三师作战小分队在云南蒙自地区连续击落美国无人驾驶高空侦察机3架。南京军区空军部队还参加了首都国庆阅兵、科研试飞、诸军兵种演练等任务，并执行抗洪抢险等任务。

## 历任领导
| 司令员 1. 聂凤智 中将（1950年8月—1958年7月，其中1953年12月至1956年4月为副司令员代理） 2. 陈华堂 少将（1958年7月—1962年3月） 3. 聂凤智 中将（1962年3月—1968年4月，南京军区副司令员兼） 4. 刘懋功（1968年4月—1975年8月） 5. 杨焕民（1975年8月—1979年10月） 6. 袁 彬（1979年10月—1983年5月） 7. 姜玉田 空军中将（1983年5月—1993年1月，1987年9月起为南京军区副司令员兼） 8. 孙景华 空军中将（1993年1月—12月，南京军区副司令员兼） 9. 谢德财 空军中将（1993年12月—1996年7月，南京军区副司令员兼） 10. 卢登华 空军中将（1996年7月—2000年12月，南京军区副司令员兼） 11. 马晓天 空军中将（2000年12月—2003年7月，南京军区副司令员兼） 12. 刘成军 空军中将（2003年7月—2004年12月，南京军区副司令员兼） 13. 江建曾 空军中将（2004年12月—2010年12月，南京军区副司令员兼） 14. 乙晓光 空军中将（2010年12月—2012年12月，南京军区副司令员兼） 15. 郑群良 空军中将（2012年12月—2013年7月，南京军区副司令员兼） 16. 黄国显 空军中将（2013年7月—2016年，南京军区副司令员兼） 副司令员 - 张藩（1950年8月—1950年12月） - 王智涛（1950年11月—1950年12月） - 杨焕民 少将（1952年12月—1962年3月） - 聂凤智 中将（1953年12月—1956年4月） - 陈华堂 少将（1957年8月—1958年7月） - 高厚良 少将（1959年4月—1966年3月） - 蔡永 少将（1962年9月—1969年12月） - 刘环（1969年3月—1976年10月） - 周建平（1969年9月—1971年10月） - 谢斌（1974年1月—1985年5月） - 杜玉福（1975年11月—1989年9月） - 侯书军（1977年5月—1984年12月） - 李中权（1978年4月—1979年10月） - 姜玉田（1980年4月—1983年5月） - 郭健（1980年7月—1983年3月） - 韩德彩（1983年5月—1995年6月） - 苑国辉（1984年12月—1986年3月） - 吴光宇 空军少将（1990年1月—1993年1月） - 施永根 空军少将（1992年11月—1994年12月） - 黄恒美 空军少将（1993年12月—1994年12月） - 马凤山 空军少将（1997年12月—2003年8月） - 袁亚军 空军少将（1997年12月—2004年7月） - 曹玉臣 空军少将（1998年12月—2004年12月） - 陈献猷 空军少将（1999年7月—2002年12月） - 虞志学 空军少将（2003年8月—2010年6月） - 叶正田 空军少将（2003年12月—2009年） - 李克文 空军少将（2008年9月—？） - 常宝林 空军少将（2009年—？） - 王健民 空军少将（2010年11月—？） - 姚恒斌 空军少将（2011年7月—？） - 王长生 空军少将（2014年7月—2016年） - 刘克东 空军少将（2014年7月—2016年） | 政治委员 1. 王集成（1950年8月—1952年5月） 2. 余立金 中将（1952年5月—1965年5月） 3. 江腾蛟 少将（1965年5月—1968年4月） 4. 廖冠贤（1972年8月—1978年1月） 5. 肖 前（1978年1月—1983年5月） - 李中权（1979年10月—1983年，第二政治委员） 6. 郑竹波（1983年5月—1987年1月） 7. 赵 昭 空军中将（1987年1月—1989年9月） 8. 杜玉福 空军中将（1989年9月—1993年1月） 9. 施志清 空军中将（1993年1月—1996年11月） 10. 沙显明 空军中将（1996年11月—1997年11月） 11. 孙俊哲 空军中将（1997年11月—2002年5月） 12. 尹庆立 空军中将（2002年5月—2006年8月，南京军区副政治委员兼） 13. 王 伟 空军中将（2006年8月—2008年12月，南京军区副政治委员兼） 14. 贾延明 空军中将（2009年1月—2011年12月，南京军区副政治委员兼） 15. 宋琨 空军中将（2011年12月—2014年7月，南京军区副政治委员兼） 16. 于忠福 空军中将（2014年7月—2015年7月，南京军区副政治委员兼） 17. 刘德伟 空军中将（2015年7月—2016年，南京军区副政治委员兼） 副政治委员 - 龙潜 少将（1957年8月—1959年1月） - 龙福才 少将（1957年8月—1960年8月） - 李赤然 少将（1962年3月—1970年4月） - 江腾蛟 少将（1962年3月—1966年12月） - 王绍渊（1967年2月—1968年4月） - 于应龙（1968年4月—1975年5月） - 李道之（1969年9月—1970年4月） - 彭由（1970年4月—1983年5月） - 赵其林（1975年5月—1978年1月） - 张纯清（1978年1月—1986年3月） - 宋朝诗（1983年5月—1988年8月） - 秦义昌 空军少将（1989年4月—1993年1月） - 马鸿 空军少将（1990年6月—1994年4月） - 王吉连 空军少将（1990年6月—1995年12月） - 沙显明 空军少将（1992年10月—1996年11月） - 刘春亮 空军少将（1996年12月—2000年12月） - 胡传觉 空军少将（1996年12月—2003年4月） - 王学刚 空军少将（2000年12月—2003年12月） - 胡春福 空军少将（2002年1月—？） - 石吉洲 空军少将（2003年4月—2008年） - 王守志 空军少将（2008年—2013年12月） - 黄永垠 空军少将（2012年3月—10月） - 张卫兵 空军少将（2013年3月—？） - 朱永和 空军少将（2014年7月—2016年） 顾问 - 李发应（？—？） - 吴肃（？—？） - 叶泰清（？—？） - 王明礼（？—？） - 王子祥（1983年5月—1985年8月） - 袁彬（？—？） |

| 参谋长 - 蒋天然（1950年8月—9月） - 黄径琛（1950年9月—12月，第一参谋长） - 蒋天然（1950年9月—12月，第二参谋长；1950年12月—1952年6月，参谋长） - 吴肃（1952年6月—1954年6月） - 陈钦 少将（1952年12月—1954年6月，第一参谋长；1954年6月—1960年12月，参谋长） - 黄径琛 少将（1957年8月—1960年12月，第一参谋长；1960年12月—1962年7月，参谋长） - 顾前 大校（1962年7月—1968年4月） - 刘环（1969年3月—1971年11月，副司令员兼） - 侯洪军（1971年11月—1977年5月） - 周正勋（1978年5月—1983年5月） - 于泽民（1983年5月—1985年7月） - 王奎方 空军少将（1985年8月—1990年6月） - 李永德 空军少将（1990年6月—1991年12月） - 于曰家 空军少将（1991年12月—1992年10月） - 马凤山 空军少将（1992年10月—1997年12月） - 刘成军 空军少将（1997年12月—2003年7月） - 赵忠新 空军少将（2003年7月—2004年12月） - 李克文 空军少将（2004年12月—2008年12月） - 郭春广 空军少将（2008年12月—2009年） - 徐安祥 空军少将（2009年—2011年） - 黄国显 空军少将（2011年—2013年7月） - 许学强 空军少将（2013年12月—2016年） 副参谋长 - 林征（1950年2月—1951年3月） - 谢斌（1951年8月—1956年6月） - 王明礼 大校（1957年3月—？） - 顾前 大校（1957年2月—1960年1月） - 宗书阁（1957年9月—1965年11月） - 周正勋（1960年9月—1978年5月） - 李戴（1966年1月—1969年8月） - 吴纯夫（1966年5月—？） - 季鸿（1966年5月—1971年10月） - 牛润五（1969年7月—1971年10月） - 杨立（1972年5月—？） - 程英（1972年9月—1974年1月） - 李景新（1972年9月—？） - 王志增（1973年6月—？） - 薛毓芳（1973年8月—？） - 常喜生（1975年8月—？） - 向黑樱（1975年8月—？） - 傅喜峰（？—？） - 邹万里（？—？） - 张滋（？—？） - 张鹏程（？—？） - 江林（？—？） - 于泽民（1981年—1983年5月） - 袁云楼（？—？） - 于崇富（？—？） - 邹承鑫（？—？） - 彭功阁（1983年—1985年） - 赵学敏（？—？） - 齐路通（？—？） - 武运平（？—？） - 傅鸿群（1985年6月—1992年10月） - 汤乃涛（1990年6月—1995年7月） - 钱应发（1992年11月—1997年12月） - 俎坤（1994年12月—1996年12月） - 李克文（1999年12月—2004年12月） - 王健民（2003年—？） - 张华山（2003年11月—2006年5月） - 郭春广（2003年12月—2006年9月降职） - 王长仓（2003年12月—？） - 龚继成（2006年9月—？） - 周利（2009年8月—2011年） - 李春潮（？—2012年） - 刘敬权（2010年—2013年） - 林岗（2011年—？） - 傅绍银（2013年7月—2016年） - 王俊飞（2014年7月—2016年） - 刘文起（2014年12月—2016年） - 顾维峰（？—？） | 政治部主任 - 王德贵（1950年8月—1950年11月） - 张希才（1950年11月—1950年12月） - 方中铎（1950年12月—1952年6月） - 王学武（1952年7月—1954年2月） - 王静敏 少将（1954年6月—1957年8月，政治部主任；1957年8月—1958年5月，第一政治部主任） - 瞿道文 少将（1957年8月—1958年5月，第二政治部主任；1958年5月—1959年6月，政治部主任） - 王绍渊 少将（1959年6月—1967年2月） - 李道之（1967年2月—1969年9月） - 胡立信（1969年9月—1971年10月） - 齐安昌（1971年11月—1975年9月） - 车志英（1975年9月—1980年12月） - 袁凤仪（1980年12月—1983年5月） - 林毅（1983年5月—1986年3月） - 马绍君 空军少将（1986年3月—1990年6月） - 安基业 空军少将（1990年6月—1995年7月） - 张正鑫 空军少将（1995年7月—1998年12月） - 贾延明 空军少将（1998年12月—2004年5月） - 姚卿义 空军少将（2004年7月—2007年6月） - 王鸿生 空军少将（2007年6月—2010年） - 林立山 空军少将（2010年—2011年） - 周卫平 空军少将（2011年—2012年） - 安兆庆 空军少将（2012年9月—2015年1月） - 崔学刚 空军少将（2015年3月—2016年） 政治部副主任 - 王静敏（1952年—1954年6月） - 王绍渊 大校（1956年7月—1959年6月） - 高浩平 大校（1959年6月—1968年4月） - 于应龙 大校（1962年7月—1964年10月） - 胡立信 少将（1964年9月—1969年9月） - 吴特（1966年5月—？） - 葛振亚（1969年11月—？） - 孙力（1972年9月—？） - 李鸿林（？—？） - 林时新（？—？） - 黄雄平（？—？） - 陈荣光（？—？） - 焦传政（？—？） - 高徳安（？—？） - 王吉连（1985年8月—1989年7月） - 胡彦林（1988年7月—1990年6月） - 许仁道（1992年6月—1994年12月） - 邓铜山（1992年10月—1995年12月） - 张正鑫（1992年10月—1995年7月） - 宋琨（1997年12月—2001年12月） - 刘长兴（2000年12月—？） - 谢怀正（2002年12月—？） - 赵以良（2003年12月—2005年12月） - 刘绍亮（2005年12月—2006年9月） - 张卫兵（2006年9月—2010年12月） - 季凤君（2010年12月—2012年） - 王洪（？—2016年） - 郭相杰（2013年7月—2016年） - 吴谋（2015年—2016年） |

| 后勤部部长 - 李果 大校（1950年5月—1965年11月） - 王明礼（1952年7月—1953年5月，后勤部第二部长） - 宗书阁（1965年11月—1969年6月） - 王维殿（1972年9月—1978年11月） - 朱国成（1978年11月—1983年5月） - 涂敏 空军少将（1983年5月—1993年1月） - 雷国保 空军少将（1993年1月—1994年4月） - 袁亚军 空军少将（1994年4月—1997年12月） - 乔泰阳 空军少将（1997年12月—1998年7月） - 励永庆 空军少将（1998年7月—2003年3月） - 李明清 空军少将（2003年3月—2012年） - 周锡黄 空军少将（2012年7月—2016年） | 后勤部政治委员 - 乔信明 少将（1950年8月—1956年8月） - 袁凤仪 大校（1956年8月—1959年2月） - 葛明（1959年8月—1964年1月） - 李寿山（1964年1月—1970年9月） - 李健军（1978年10月—1980年9月） - 李光同（1980年9月—1983年5月） - 林富吉（1983年5月—1984年12月） - 孙玉海（1985年8月—1990年1月） - 张步墀（1990年1月—1994年8月） - 贾延明（1994年8月—1997年4月） - 邵振华（1997年4月—1998年10月） - 李嘉福（1998年10月—2003年7月） |

| 装备部部长 - 朱火华 少将（1950年11月—1959年10月） - 王吉奎 大校（1961年9月—1969年10月） - 曾海涛（1978年1月—1978年8月） - 黄黎锷（1979年1月—1987年6月） - 蔡凤亭 空军少将（1987年6月—1993年12月） - 谢来亭 空军少将（1993年12月—1998年10月） - 乔永立 空军少将（1998年10月—2005年7月） - 王洪国 空军少将（2005年7月—2009年） - 肖铁 空军少将（2009年—？） - 王长生 空军少将（？—2014年7月） - 刘沁 空军少将（2014年7月—2016年） | 纪律检查委员会书记 …… - 苑国辉 空军中将（1986年10月—1990年6月） - 马鸿 空军少将（1990年6月—1994年4月，副政治委员兼） …… |

## 荣誉
曾被授予荣誉称号的单位有：
- 空军航空兵第三师1983年3月至1993年3月连续10年杜绝等级飞行事故，被中央军委记集体一等功[1][2]。
- 王海中队：由空军授予[1][2]。
- 英雄炮四班：由空军授予[1][2]。
- 精神文明模范连：由空军授予[1][2]。
- 模范飞行大队：由空军授予[1][2]。
- 神勇大队：由空军授予[1][2]。
- 先锋强击大队：由空军授予[1][2]。

曾被授予荣誉称号的个人有：
- 二级战斗英雄：王天保、郑长华、张伟良、宋宗周、刘建汉。由空军授予[1][2]。
- 轰炸射击尖兵：王永贵。由空军授予[1][2]。
- 模范机械师：徐亚东。由空军授予[1][2]。
- 模范飞行大队长：童天云。由空军授予[1][2]。
- 模范飞行员：崔文戈。由空军授予[1][2]。